# Eisinger Gäulandschaft
Eisinger Gäulandschaft ist ein Landschaftsschutzgebiet im Enzkreis (Schutzgebietsnummer 2.36.034).

## Lage und Beschreibung
Das 355,8 Hektar große Landschaftsschutzgebiet entstand durch Verordnung des Landratsamts Enzkreis vom 1. März 1985. Es besteht aus zwei Teilgebieten und liegt auf der Markung von fünf Gemeinden:
- Eisingen = 344,175 ha, 96,65 %
- Ispringen = 0,4438 ha, 0,12 %
- Neulingen = 10,0025 ha, 2,80 %
- Kämpfelbach = 0,87 ha, 0,24 %
- Königsbach-Stein = 0,5984 ha, 0,16 %

Es liegt westlich und östlich von Eisingen und gehört zum Naturraum 125-Kraichgau innerhalb der naturräumlichen Haupteinheit 12-Neckar- und Tauber-Gäuplatten. Das ebenfalls aus zwei Teilen bestehende Landschaftsschutzgebiet Gengenbachtal und Dolinenlandschaft südlich Göbrichen grenzt westlich und östlich an beide Gebietsteile an. Teile des Schutzgebiets liegen im FFH-Gebiet Nr. 7017-341 Pfinzgau Ost.

## Schutzzweck
Wesentlicher Schutzzweck ist lauf Schutzgebietsverordnung die Erhaltung
- der für den östlichen Pfinzgau typischen Muschelkalk-Landschaft als naturnahe Kulturlandschaft;
- der Wiesen mit ihren Streuobstbeständen;
- der durch Heckenzüge, Bäume, kleine Waldeinheiten und Raine gegliederten Feldflur. Die Heckenzüge, Bäume, Feldgehölze, Obstbestände, Raine und naturnahen Wälder, sowie der Bewuchs der aufgelassenen Steinbrüche sind als biologische Zellen und als Refugien der für die Stabilität des Naturhaushaltes bedeutsamen Flora und Fauna von großer Bedeutung. Ebenso stellen sie einen wirksamen Schutz gegen die Erosion durch Wasser und Wind dar;
- aller Waldbestände, Sukzessionsflächen und Gehölze, insbesondere der Laubwälder und Mischwälder.